# Junioren-Weltmeisterschaften im Rudern 2006
Die Junioren-Weltmeisterschaften im Rudern 2006 fanden vom 2. bis 5. August 2006 auf der Bosbaan in Amstelveen bei Amsterdam in den Niederlanden statt.
Bei den Meisterschaften wurden 13 Wettbewerbe ausgetragen, davon sieben für Jungen und sechs für Mädchen.
Teilnahmeberechtigt war eine Mannschaft je Wettbewerbsklasse aus allen Mitgliedsverbänden des Weltruderverbandes. Eine Qualifikationsregatta existierte nicht.

## Ergebnisse
Hier sind die Medaillengewinner aus den A-Finals aufgelistet. Diese waren mit sechs Booten besetzt, die sich über Vor- und Hoffnungsläufe sowie Viertel- und Halbfinals für das Finale qualifizieren mussten. Die Streckenlänge betrug in allen Läufen 2000 Meter.

### Junioren
| Bootsklasse                   | Gold | Gold    | Silber | Silber  | Bronze | Bronze  |
| ----------------------------- | --- | ------- | --- | ------- | --- | ------- |
| Einer (JM1x)                  | Deutschland Hans Gruhne | 6:57,95 | Bulgarien Aleksandar Aleksandrov | 7:02,58 | Slowenien Andraz Krek | 7:03,07 |
| Doppelzweier (JM2x)           | Dänemark Nils Stene Henrik Stephansen | 6:23,81 | Kroatien Damir Martin Valent Sinković | 6:23,94 | Deutschland Tim Bartels Stephan Krüger | 6:27,13 |
| Doppelvierer (JM4x)           | Deutschland Tim W. Bartels Karl Schulze Clemens Wenzel Tim Grohmann                                                                          | 5:57,59 | Kroatien Sven Bohnec David Šain Marin Mladinic Tomislav Holi                                                                                                  | 6:00,76 | Australien Hugo Struss Bede Clarke Alexander Scharp Kurt Spencer | 6:01,13 |
| Zweier ohne Steuermann (JM2-) | Australien Adam Wertheimer Jonathan Hookway                                                                                                  | 6:36,15 | Serbien Ivan Ostojic Aleksandar Radovic | 6:38,21 | Rumänien Ionel Strungaru Marius Luchian | 6:39,08 |
| Vierer ohne Steuermann (JM4-) | Vereinigtes Königreich Lewis Beech Anthony Locke Tom Lucy Nathaniel Reilly-O’Donnell                                                         | 6:01,63 | Deutschland Mathias Rocher Christoph Zimmermann Sebastian Kasielke Marco Neumann                                                                              | 6:03,34 | Slowenien Miha Golja Janez Zupanc Vito Galicic Rok Rozman | 6:09,96 |
| Vierer mit Steuermann (JM4+)  | Rumänien Ionut Minea Ciprian Focariu Ioan Mihaila Aurelian Stoica Aurelian Petre (Stm.)                                                      | 6:25,69 | Italien Francesco Zombi Francesco Baldi Massimiliano Landi Francesco Fossi Andrea Marcaccini (Stm.)                                                           | 6:26,96 | Deutschland Christoph Matzat Stephan Knorr Stephan Nolden John Jennessen Hanno Böhringer (Stm.)                                                                       | 6:27,23 |
| Achter (JM8+)                 | Neuseeland James O'Connor Michael Arms Tyler Sherman Benjamin Lynton Sam O'Connor Josiah Lester Jared Pehi David Eade Robert Salvesen (Stm.) | 5:43,50 | Deutschland Maximilian Munski Carsten Matzat Maximilian Reinelt Ruben Anemüller Marvin Buder Eric Johannesen Nils Menke Michael Fischer Ben-Jack Drese (Stm.) | 5:45,25 | Italien Matteo Rampioni Pasquale Strazzullo Giovanni Luongo Aniello Malventi Matteo Gragnaniello Fabio Infimo Luca De Maria Adriano Seghetti Leonardo Bellucci (Stm.) | 5:46,25 |

### Juniorinnen
| Bootsklasse                   | Gold | Gold    | Silber | Silber  | Bronze | Bronze  |
| ----------------------------- | --- | ------- | --- | ------- | --- | ------- |
| Einer (JW1x)                  | Polen Natalia Madaj | 8:04,99 | Deutschland Juliane Domscheit | 8:07,18 | Vereinigte Staaten Lindsay Meyer | 8:10,11 |
| Doppelzweier (JW2x)           | Estland Kaisa Pajusalu Jevgenia Rondina | 7:09,00 | Österreich Lisa Farthofer Christine Schönthaler | 7:16,32 | Rumänien Lavinia Curelet Cristina Ilie | 7:17,53 |
| Doppelvierer (JW4x)           | Deutschland Mandy Reppner Annika Müller Julia Kröger Tina Manker                                                                                      | 6:39,92 | Neuseeland Kate Reymer Genevieve Armstrong Laura Fischer Anna Stantiall                                                                                       | 6:44,33 | Österreich Birgit Pühringer Agnes Sperrer Katharina Lobnig Magdalena Lobnig                                                                                | 6:48,09 |
| Zweier ohne Steuerfrau (JW2-) | Deutschland Kerstin Hartmann Katrin Reinert | 7:17,36 | Bulgarien Nadezhda Slavcheva Iskra Angelova | 7:18,79 | Rumänien Adelina Cojocariu Nicoleta Albu | 7:21,51 |
| Vierer ohne Steuerfrau (JW4-) | Deutschland Navina Passmann Marie Strohmayer Hannelore Trafnik Johanna Davids                                                                         | 7:08,83 | Italien Marta Novelli Cristina Romiti Gioia Sacco Camilla Espana                                                                                              | 7:11,23 | Vereinigtes Königreich Lottie Howard-Merrill Maria Larsen Emma Young Zoe Johnson                                                                           | 7:16,76 |
| Achter (JW8+)                 | Rumänien Mihaela Dociu Mihaela Coteata Aurelia Preda Ramona Voicu Andreea Harpa Ionela Sandor Mariana Todoran Andreea Dumitru Adelina Dumbrava (Stf.) | 6:25,46 | Vereinigte Staaten Katelin Kelley Sarah Gribler Nancy Graves Elise Wilson Desireedes Burns Maren Mc Crea Jennifer Cromwell Adrienne Mecham Ariel Frost (Stf.) | 6:28,08 | Deutschland Nadja Drygalla Nora von Gaertner Sandra Hiller Ulrike Sennewald Anne Becker Kathrein Schulze Claudia Rühr Katja Schindler Elisabeth Bär (Stf.) | 6:30,00 |

## Medaillenspiegel
| Platz | Land                   | Gold | Silber | Bronze | Gesamt |
| ----- | ---------------------- | ---- | ------ | ------ | ------ |
| 1     | Deutschland            | 5    | 3      | 3      | 11     |
| 2     | Rumänien               | 2    |        | 3      | 5      |
| 3     | Neuseeland             | 1    | 1      |        | 2      |
| 4     | Australien             | 1    |        | 1      | 2      |
| 4     | Vereinigtes Königreich | 1    |        | 1      | 2      |
| 6     | Dänemark               | 1    |        |        | 1      |
| 6     | Estland                | 1    |        |        | 1      |
| 6     | Polen                  | 1    |        |        | 1      |
| 9     | Italien                |      | 2      | 1      | 3      |
| 10    | Bulgarien              |      | 2      |        | 2      |
| 10    | Kroatien               |      | 2      |        | 2      |
| 12    | Österreich             |      | 1      | 1      | 2      |
| 12    | Vereinigte Staaten     |      | 1      | 1      | 2      |
| 14    | Serbien                |      | 1      |        | 1      |
| 15    | Slowenien              |      |        | 2      | 2      |
| Summe | Summe                  | 13   | 13     | 13     | 39     |